# ジャック・ブーヴレス
ジャック・ブーヴレス（Jacques Bouveresse, 1940年8月20日 - 2021年5月9日）は、フランスの哲学者。コレージュ・ド・フランス名誉教授。
ウィトゲンシュタイン、ムージル、カール・クラウス、科学哲学、認識論、数理哲学、分析哲学について多くの著作がある。「思考の厳密性の基準を重視する点において、フランスの哲学者の中では類稀な人物」として知られる。
現在、コレージュ・ド・フランス名誉教授。2010年まで同校で言語哲学と認識論の講座を担当し、ブーヴレスの退官後は教え子のクロディーヌ・ティエルスランが形而上学・認識論の講座担当に任命された。

## 経歴
1940年8月20日にフランスのドゥー県エプノワの農家に生まれる。中等教育をブザンソンのセミナリーで修了する。オート＝ソーヌ県のファヴェルネーにて二年間、哲学とスコラ神学のバカロレアの準備を行った。その後、ソーにあるリセ・ラカナルで文学の準備授業を受講し、1961年にパリの高等師範学校に入学した。
博士論文のテーマはウィトゲンシュタインで、タイトルは「内面性の神話：ウィトゲンシュタインにおける経験、指示、私的言語（「Le mythe de l'intériorité: Expérience, signification et langage privé chez Wittgenstein」）。
初期の著作の頃から、一貫して独自の哲学的・知的な経歴を歩んでおり、フランスの学者に一般的な経歴や流行には従わずにいる。ブーヴレスがウィトゲンシュタインについての著作を発表した1976年当時、フランスではウィトゲンシュタインは実質的に無名の存在であり、ムージル、論理学、分析哲学も同様に知られていなかった。ブーヴレスは1960年代からこういったテーマの研究を始めた。論理学と分析哲学への関心から、ジュール・ヴュイユマンやジル＝ガストン・グランジェの講義に出席した。当時、フランスではこの二人のみが上記の問題を扱っており、ブーヴレスは生涯にわたって彼らとの友情を保った。
2021年5月9日、死去。80歳没

### 職歴
- 1966年-1969年：ソルボンヌ大学哲学科の助手（論理学を教える）
- 1969年-1971年：パリ第1大学の哲学UER講師
- 1971年-1975年：フランス国立科学研究センターに着任
- 1975年-1979年：パリ第1大学の准教授
- 1979年-1983年：ジュネーヴ大学の教授
- 1983年-1995年：パリ大学の教授
- 1995年-2010年：コレージュ・ド・フランス教授（言語哲学・認識論講座）

## 哲学
ブーヴレスの哲学は中央ヨーロッパの知的・哲学的伝統（ブレンターノ、ボルツマン、ヘルムホルツ、フレーゲ、ウィーン学団、クルト・ゲーデル）に連なっている。彼の哲学的プログラムは、ほぼ全ての側面において、現在の分析哲学者の取り組みに類似している。

### ロベルト・ムージルの思想
ジャック・ブーヴレスは20世紀のオーストリアの小説家で、『特性のない男』の著者として知られるロベルト・ムージル（哲学についての著作もある）の思想に関心を持っている。ポール・ヴァレリーが哲学的だとみなした、ムージルの嫌悪感と魅力について注目している。

### 不完全性定理と哲学
ルートヴィヒ・ウィトゲンシュタインについての仕事の他に、ジャック・ブーヴレスはクルト・ゲーデルの不完全性定理とそれがもたらす哲学的帰結についても関心を持っている。よく売れた著書の『Prodiges et vertiges de l'analogie』では、レジス・ドゥブレがこの定理を誤用していることを批判している。ブーヴレスは科学的概念を論文において文学的に曲解することを非難しているのである。不完全性定理のような複雑な概念を理解するためには一定の学習が必要だが、この手の曲解はそうした訓練を欠く読者に対して威圧感を与えるためだけに使われていると彼は考えている。ブーヴレスによるドゥブレへの非難のポイントは、ドゥブレが科学的概念をアナロジーとして用いているという点ではなく、このように理解するのが難しい定理を用いて自分の主張を絶対的に正当化しようとしていることであり、それは古典的な詭弁の一つである権威に訴える論証に他ならないという。
ブーヴレスによると、数学における特定の形式体系の不完全性は、形式体系ではない社会学の不完全性を決して含意しない。

## 著作
（特に断り書きがないものは全て深夜叢書から出版されている。）
- 1969 : La philosophie des sciences, du positivisme logique in Histoire de la philosophie, vol. 4. Ed. François Châtelet
- 1971 : La parole malheureuse. De l'Alchimie linguistique à la grammaire philosophique
- 1973 : Wittgenstein : la rime et la raison, science, éthique et esthétique
- 1976 : Le mythe de l'intériorité. Expérience, signification et langage privé chez Wittgenstein
- 1984 :  Le philosophe chez les autophages
大平具彦訳『哲学の自食症候群』法政大学出版局、1991年
- 1984 :  Rationalité et cynisme
岡部英男、本郷均訳『合理性とシニシズム―現代理性批判の迷宮』法政大学出版局、2004年
- 1987 : La force de la règle, Wittgenstein et l'invention de la nécessité
中川大、村上友一訳『規則の力―ウィトゲンシュタインと必然性の発明』法政大学出版局、2014年
- 1988 :  Le pays des possibles, Wittgenstein, les mathématiques et le monde réel
- 1991 : Philosophie, mythologie et pseudo-science, Wittgenstein lecteur de Freud Editions de l'éclat
中川雄一訳『ウィトゲンシュタインからフロイトへ―哲学・神話・疑似科学』国文社、1997年
- 1991 : Herméneutique et linguistique, suivi de Wittgenstein et la philosophie du langage Editions de l'éclat
- 1993 : L'homme probable, Robert Musil, le hasard, la moyenne et l'escargot de l'Histoire, Editions de l'Eclat
- 1994 :  'Wittgenstein', in Michel Meyer, La philosophie anglo-saxonne, PUF
- 1995 :  Langage, perception et réalité, vol.1, la perception et le jugement, Editions Jacqueline Chambon
- 1996 : La demande philosophique. Que veut la philosophie et que peut-on vouloir d'elle ?, Editions de l'Eclat
- 1997 : Dire et ne rien dire, l'illogisme, l'impossibilité et le non-sens, Editions Jacqueline Chambon
中川雄一訳『言うことと、なにも言わないこと―非論理性・不可能性・ナンセンス』国文社、2000年
- 1998 : Le Philosophe et le réel. Entretiens avec Jean-Jacques Rosat, Hachette
- 1999 : Prodiges et vertiges de l'analogie. De l'abus des belles-lettres dans la pensée, Editions Liber-Raisons d'agir
宮代康丈訳『アナロジーの罠―フランス現代思想批判』新書館、2003年
- 2000 : Essais I - Wittgenstein, la modernité, le progrès et le déclin , Agone
- 2001 : Essais II - L'Epoque, la mode, la morale, la satire, Agone
- 2001 : Schmock ou le triomphe du journalisme, La grande bataille de Karl Kraus, Seuil
- 2003 : Essais III : Wittgentstein ou les sortilèges du langage, Agone
- 2001 : La voix de l'âme et les chemins de l'esprit , Seuil, coll Liber
- 2004 : Bourdieu savant & politique, Agone
- 2004 : Langage, perception et réalité, tome 2, Physique, phénoménologie et grammaire, Ed. Jacqueline Chambon
- 2004 : Essais IV - Pourquoi pas des philosophes, Agone
- 2005: Robert Musil. L'homme probable, le hasard, la moyenne et l'escargot de l'histoire, (new edition of 1993 above), Editions de l'éclat
- 2006 : Essais V - Descartes, Leibniz, Kant, Agone